# Supermap
Supermap GIS är ett GIS-program.
Supermap distribueras sedan 2007 av det svenska företaget Geointel Systems AB i Sverige och Europa.

## Databaser
Supermap är en klient-serverlösning och kan använda relationsdatabasen direkt utan ett mellanlager som ArcSDE, vilket förbättrar prestandan då relationsdatabasen får en högre nyttjandegrad.

## FDO
FDO Data Access Technology är ett API för att manipulera, beskriva och analysera spatial information. Supermap erbjuder sedan slutet av 2008 en FDO Data Provider som gör det möjligt att läsa och skriva spatiala objekt till en Supermap databas direkt från AudoCAD.

## Filformat
Alla Supermapprogram använder programbiblioteket Supermap SDX+ från Supermap Objects för att läsa och skriva till filer och databaser.

### Supermap Image Tower (SIT)
Supermap har utvecklat en avancerad komprimeringsteknik för lagring av stora mängder rasterdata. Formatet heter SIT. 264-1 byte (18,4 exbibyte) är den teoretiska gränsen för hur stor en fil kan vara.
SIT formatet hanterar bara raster och har en typisk kompressionsnivå på mellan 1:10 och 1:20 från en GeoTIFF. Formatet bygger på bildpyramidteknik och visning är prestandamässigt jämförbar med ECW och MrSID. Formatet har visat sig lämpligt för inbyggda system då flera uppdateringar och roteringar per sekund är möjligt med begränsade beräkningsresurser.

## Desktop GIS

### Deskpro
Deskpro är konstruerat med komponenterna som återfinns i Supermap Objects. Deskpro har avancerade funktioner för analys av spatial data.

#### Analyser
- Nätverksanalys (ruttplanering)
- Översvämningsanalyser

#### 3D
Deskpro använder Microsoft DirectX för visualisering av 3D-data.

### Express
Supermap Express saknar avancerade analysfunktioner som återfinns i Deskpro och saknar även 3D-rendering.

## Utvecklingsmiljö

### Desktop
Supermap Objects är en komplett utvecklingsmiljö för att konstruera GIS-applikationer med ramverken COM, .NET eller Java-plattform.

### Mobilt
eSupermap är en utvecklingsmiljö för Microsoft Windows_Mobile.